# Jim Brovelli
James Brovelli, detto Jim (15 aprile 1942), è un ex cestista e allenatore di pallacanestro statunitense, professionista nella NBA.